# Чемпіонат світу з трекових велоперегонів 1947
Чемпіонат світу з трекових велоперегонів 1947 проходив з 26 липня по 3 серпня 1947 року в Парижі, Франція на стадіоні Парк де Пренс. Усього на чемпіонаті розіграли 5 комплектів нагород — 3 серед професіоналів та 2 серед аматорів. 

## Медалісти

### Чоловіки
Професіонали
| Дисципліна                         | Золото                | Срібло                     | Бронза               |
| Спринт                             | Джеф Шеренс           | Луї Жерардін               | Жорж Сенффтлебен     |
| Індивідуальна гонка переслідування | Фаусто Коппі (6:16.2) | Антоніо Бевілаква (6:22.6) | Хуґо Коблет (6:26.6) |
| Гонка за лідером                   | Рауль Лесьер          | Жан-Жак Ламболі            | Ян Пронк             |

Аматори
| Дисципліна                         | Золото             | Срібло         | Бронза        |
| Спринт                             | Реґ Гарріс         | Кор Бейстер    | Анрі Сенсевер |
| Індивідуальна гонка переслідування | Арнальдо Бенфенаті | Атіліо Франсуа | Кнуд Андерсен |

## Загальний медальний залік
| Місце  | Країна          | Золото | Срібло | Бронза | Загалом |
| ------ | --------------- | ------ | ------ | ------ | ------- |
| 1      | Італія          | 2      | 1      |        | 3       |
| 2      | Франція         | 1      | 2      | 2      | 5       |
| 3      | Бельгія         | 1      |        |        | 1       |
| 3      | Велика Британія | 1      |        |        | 1       |
| 5      | Нідерланди      |        | 1      | 1      | 2       |
| 6      | Уругвай         |        | 1      |        | 1       |
| 7      | Швейцарія       |        |        | 1      | 1       |
| 7      | Данія           |        |        | 1      | 1       |
| Всього | Всього          | 5      | 5      | 5      | 15      |